# جويل وارد
جويل وارد (بالإنجليزية: Joel Ward)‏ (مواليد 29 أكتوبر 1989 في بورتسموث - إنجلترا) لاعب كرة قدم إنجليزي يلعب حاليا لصالح نادي الدرجة الممتازة بورتسموث الإنجليزي منذ 2006 في مركز قلب الدفاع . .

## روابط خارجية
- جويل وارد على موقع قاعدة بيانات كرة القدم.إي يو (الإنجليزية)
- جويل وارد على موقع Soccerbase.com (لاعب) (الإنجليزية)
- جويل وارد على موقع Soccerway.com (الإنجليزية)
- جويل وارد على موقع عالم كرة القدم.نت (الإنجليزية)
- جويل وارد على موقع كووورة
- جويل وارد على موقع AS.com (الإسبانية)